# Johnny Mann
Pour les articles homonymes, voir Mann.
Johnny Russell Mann, né le 30 août 1928 à Baltimore et mort le 18 juin 2014 à Anderson, est un arrangeur, compositeur, chef d'orchestre et artiste américain.
Il est notamment connu pour son groupe, The Johnny Mann Singers.